# Oberapfeldorf
Oberapfeldorf ist ein Gemeindeteil der Gemeinde Apfeldorf im oberbayerischen Landkreis Landsberg am Lech. Das Dorf ist baulich mit Unterapfeldorf zusammengewachsen.

## Baudenkmäler
Einziges Baudenkmal ist ein ehemaliges Kleinbauernhaus, im Kern 18. und Mitte 19. Jahrhundert.